# İkizcetepeler-Talsperre
Die İkizcetepeler-Talsperre (türkisch İkizcetepeler Barajı) befindet sich 20 km südlich der Provinzhauptstadt Balıkesir in der nordwesttürkischen Provinz Balıkesir am Flusslauf des Kille Çayı, einem Zufluss des Simav Çayı.
Die İkizcetepeler-Talsperre wurde in den Jahren 1986–1992 als Erdschüttdamm mit Lehmkern erbaut.
Sie dient der Bewässerung, der Wasserversorgung und dem Hochwasserschutz.
Der Staudamm hat eine Höhe von 52 m über Gründungssohle und 45 m über Talsohle. Er besitzt ein Volumen von 1.115.000 m³. Der zugehörige Stausee bedeckt eine Fläche von 9,6 km² und besitzt ein Speichervolumen von 165 Mio. m³. 
Die Talsperre dient der Bewässerung einer Fläche von ca. 4700 ha.